# Uraz Kaygılaroğlu
Uraz Kaygılaroğlu (30 de juny de 1987) és un actor i presentador de televisió turc. Està graduat amb una llicenciatura en Publicitat a la Istanbul Bilgi Üniversitesi.

## Carrera
Kaygılaroğlu va començar la seva carrera el 2008. El seu primer paper important va arribar el 2011 a la sèrie dramàtica de comèdia adolescent Pis Yedili (Show TV). Després es va unir al repartiment a la comèdia Harem (Fox), interpretant el personatge de Feminen Ağa. El 2013 va aparèixer a la sèrie Eski Hikâye (TRT1) com a Ömer. Al mateix temps, va presentar el concurs Tam Zamanı. L'any següent va presentar un altre concurs, titulat Takip, a Kanal D. El 2014, va participar al drama d'època de TRT 1 Yedi Güzel Adam, basat en la vida del poeta Adil Erdem Bayazıt. Va tornar a la comèdia entre 2015 i 2017 a la sèrie Baba Candır com a Haluk Güney. Aquest paper es va convertir en un fenomen i va ser elogiat per la crítica.
Posteriorment va presentar el concurs Kuyruk a TRT 1. El 2017, va interpretar el paper de Kuzen Volki a la sèrie Klavye Delikanlıları de Show TV. El 2018 va participar en la pel·lícula Çallarla Dans. El mateix any va protagonitzar les sèries dramàtiques Masum Değiliz i Egenin Hamsisi. Simultàniament va tenir un paper protagonista a la sèrie dramàtica de Star TV Sefirin Kızı i a la sèrie de comèdia breu Aynen Aynen.

## Filmografia

### Pel·lícules
- Eltilerin Savaşı (2020)
- Karakomik Filmler (2019) - Ethem
- Çakallarla Dans 5 (2018) - Kuzen Volki (Sinan)
- Sen Kiminle Dans Ediyorsun? (2017) - Selim
- Bamsı Beyrek (2016) - Bamsı Beyrek
- Dönerse Senindir (2016) - Kurt
- Nerde Kalmıştık (2009) (kısa film)
- Ejder Kapanı (2009)
- Mezuniyet (2009)

### Sèries de televisió
- Üç Kuruş (2021) - Kartal
- Aşk 101 (2021) - Sinan (adult)
- Ayak İşleri (2021) Guest
- Sefirin Kızı (2019–2021) - Gediz
- Aynen Aynen (2019) - Emir
- Güldür Güldür Show - Convidat
- Ege'nin Hamsisi (2018) - Deniz Çınar
- Masum Değiliz (2018) - Mert
- Klavye Delikanlı'ları (2017) - Volkan (Cousin Volki)
- Baba Candır (2015–2017) - Haluk Güney
- Yedi Güzel Adam (2014) - Adil Erdem Bayazıt
- Eski Hikâye (2013) - Ömer
- Harem (2012) - Feminen Ağa
- Pis Yedili (2011–2013) - Canburger
- Es Es (2009–2010) - Fethi
- Canını Sevdiğiminin İstanbul'u (2009) - Ferhat
- Milyonda Bir (2008) - Berke

### Programes de televisió
- Sıra Sende Türkiye
- Kuyruk (2016)
- Ve Kazanan (2015)
- Takip (2014)
- Tam Zamanı (2013)
- Kamuflaj (2012)